# Мая Санду
Ма́я Са́нду (рум. Maia Sandu; нар. 24 травня 1972, Рисіпень, Фалештський район Молдавської РСР) — молдовська державна і політична діячка. Президент Молдови з 24 грудня 2020 року.
Лідерка партії «Дія і Солідарність» (ПАС), прем'єр-міністерка Молдови з 8 червня до 14 листопада 2019 року.
Санду була міністром освіти з 2012 до 2015 року й членом парламенту Молдови з 2014 до 2015 і 2019 року, була обрана спільною кандидаткою від проєвропейських партій PPDA і ПАС на посаду президента Молдови на виборах 2016 року, однак програла в другому турі проросійському кандидатові від партії соціалістів Молдови Ігорю Додонові з результатом 48 % проти 52 %.
На президентських виборах 2020 року в другому турі, 15 листопада, Санду набрала 57,63 % (938 тис. виборців) і була обрана президентом Молдови. Була переобрана на президентських виборах 2024 року, де набрала 55,35 % голосів.

## Життєпис

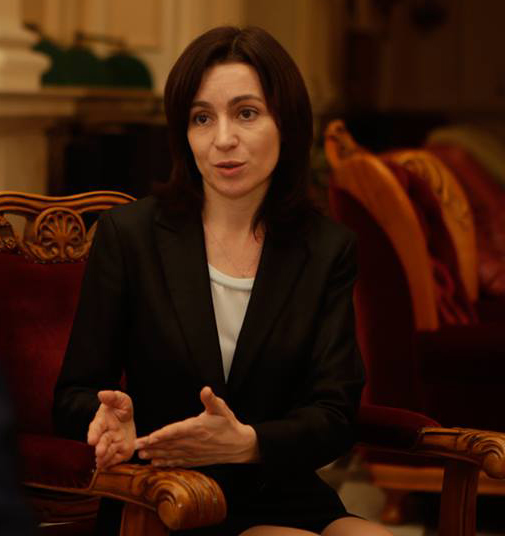
На зустрічі з Овідіу Раєчі в січні 2016

Народилася 24 травня 1972 року в Рисіпені, Фалешти, в родині Григорія та Емілії Санду.
У 1989—1994 рр. здобула спеціальність «менеджмент» в Академії економічних досліджень Молдови (ASEM).
У 1995—1998 рр. спеціалізувалась на міжнародних відносинах в Академії державного управління (AAP) в Кишиневі.
2010 року закінчила Школу управління імені Джона Кеннеді при Гарвардському університеті.

### Кар'єра
З 2010 по 2012 р. працювала радницею виконавчого директора Світового банку у Вашингтоні, округ Колумбія.
24 липня 2012 до 2015 р. була міністеркою освіти Молдови. Почала впровадження цілого ряду реформ, зокрема змінила регламент проведення національних іспитів. Була введена посилена система контролю процесу складання іспиту, у багатьох центрах встановлені металошукачі на входах до центрів складання іспитів на ступінь бакалавра, усі авдиторії були оснащені камерами відеоспостереження. Водночас усі екзаменаційні роботи учнів, яких помітили в списуванні, анулювалися, а самі вони позбавлялися права перескладання іспитів у додаткову сесію.
23 липня 2015 року Ліберально-демократична партія розглядала Санду як кандидатку на посаду прем'єр-міністра Молдови, наступницю Наталії Герман і Кирила Габурічі. Наступного дня після того, як оновлена проєвропейська коаліція запропонувала Санду умови її призначення на цю посаду, було сплановано від'їзд глави Національного банку Молдови Доріна Дрегуцану й державного прокурора Корнеліу Гуріна. Зрештою, Валерій Стрелець був висунутий на посаду прем'єр-міністра Молдови.
23 грудня 2015 року створила платформу «У ногу з Маєю Санду» (рум. În /pas/ cu Maia Sandu), яка згодом стала політичною партією під назвою «Дія і Солідарність» (рум. Partidul Acțiune și Solidaritate).
За даними деяких опитувань 2019 року, Санду входила до трійки політиків Молдови, що мають довіру. Останнє опитування, проведене Фондом громадської думки, показує, що Санду є другою політичною особою, якій довіряють 24 % опитаних, слідом за Ігорем Додоном — 26 % опитаних. Однак інші опитування ставлять її нижче, на 6-му місці. Мая Санду вбачає майбутнє Молдови в продовженні зближення з Європою, натомість її опонент має проросійську позицію.

### Президентські вибори 2016
31 серпня 2016 року офіційно висунута на посаду президента Республіки Молдова Національною політичною радою, також того ж дня була створена ініціативна група збору підписів, яка нараховувала 99 осіб від Ігоря Гросу. 2 вересня Центральна виборча комісія зареєструвала ініціативну групу. 22 вересня до ЦВК було подано 24 832 підписи на підтримку кандидата на ПАС — Маї Санду (мінімально допустима кількість — 15 тис., а максимум — 25 тис.). 29 вересня Мая Санду була зареєстрована як учасниця виборів, враховуючи те, що 22 181 підпис було визнано дійсним.
У жовтні 2016 року була проєвропейською кандидаткою на президентських виборах в Молдові. Працюючи на проєвропейській платформі дій, вона була однією з двох кандидатів, які дійшли до другого туру виборів. У першому турі, який відбувся 30 жовтня і в якому взяли участь 9 кандидатів, Мая Санду зуміла набрати 549 152 голосів (38,71 %), поступившись лише Ігорю Додону, який зумів набрати 47,98 % голосів. З огляду на те, що більшість із 50 % + 1 голос у першому турі ніхто з кандидатів не здобув, 13 листопада 2016 року відбувся черговий тур між Маєю Санду та Ігорем Додоном. У другому турі Мая Санду посіла 2 місце, цього разу набравши 766 593 голосів (47,89 %), тоді як Додон — 834 081 голос (52,11 %).

### Прем'єр-міністерка
На парламентських виборах 2019 року ППА Санду разом зі своїм союзником ППДА на чолі з Андреєм Нестасе сформували виборчий блок ACUM і отримали 26 зі 101 місця в парламенті Молдови. 8 червня 2019 року Мая Санду була обрана прем'єр-міністром Молдови в складі коаліційного уряду з ПСРМ. У той же день Конституційний суд Молдови оголосив неконституційним її призначення на цю посаду, а також призначення уряду Республіки Молдова, що спровокувало конституційну кризу 2019 року. Проте 15 червня 2019 року Конституційний суд переглянув і скасував свої попередні рішення, оголосивши кабінет Санду створеним відповідно до Конституції.
Наступного дня вона закликала до відновлення громадського порядку, відмовляючи громадян від відвідування місцевих мітингів. У червні 2019 року вона зняла березневу заборону 2017 року колишнього прем'єр-міністра Павла Філіпа на офіційні візити урядовців до Росії. В одному зі своїх перших інтерв'ю іноземним ЗМІ вона оголосила про намір вимагати від Мінфіну США додати Влада Плахотнюка в список Магнітського. У серпні Санду звернулася в Державну канцелярію з проханням підготувати проєкт указу, в якому 23 серпня оголошено Європейським днем пам'яті жертв сталінізму і нацизму замість звичайного Дня визволення. Проти цього указу виступила її партнерка по коаліції, ПСРМ, коли президент Молдови й екслідер ПСРМ Ігор Додон оголосив, що відсвяткує дату в старому стилі, відхиливши пропозицію Санду.
11 липня 2019 року в статусі прем'єр-міністра Молдови зустрілася в Києві з президентом України, розпочавши свою промову українською мовою.
16 липня 2019 року Мая заявила, що 25 % жителів Молдови в опитуваннях виступають за возз'єднання з Румунією, але це питання має вирішуватись на референдумі. Є й партії, що діють в цьому напрямку, запевняючи, що тільки об'єднання з Румунією в єдину державу може поліпшити ситуацію в Молдові. Поміркована позиція Санду пов'язана з тим, що політики, які відкрито підтримують об'єднання Молдови й Румунії, тобто є радикальними уніоністами, певною мірою вже не мають попиту. Прорумунські виборці стали більш прагматичними й це дозволяє Санду розраховувати на їхні голоси, відкрито не підтримуючи об'єднання з Румунією.
При Маї Санду Молдова почала робити кроки в бік ЄС, оскільки Санду має проєвропейську позицію.
Мая Санду була відсторонена від посади прем'єр-міністра 12 листопада 2019 роки після вотуму недовіри. Вона залишалася доглядачем офісу до формування нового уряду.

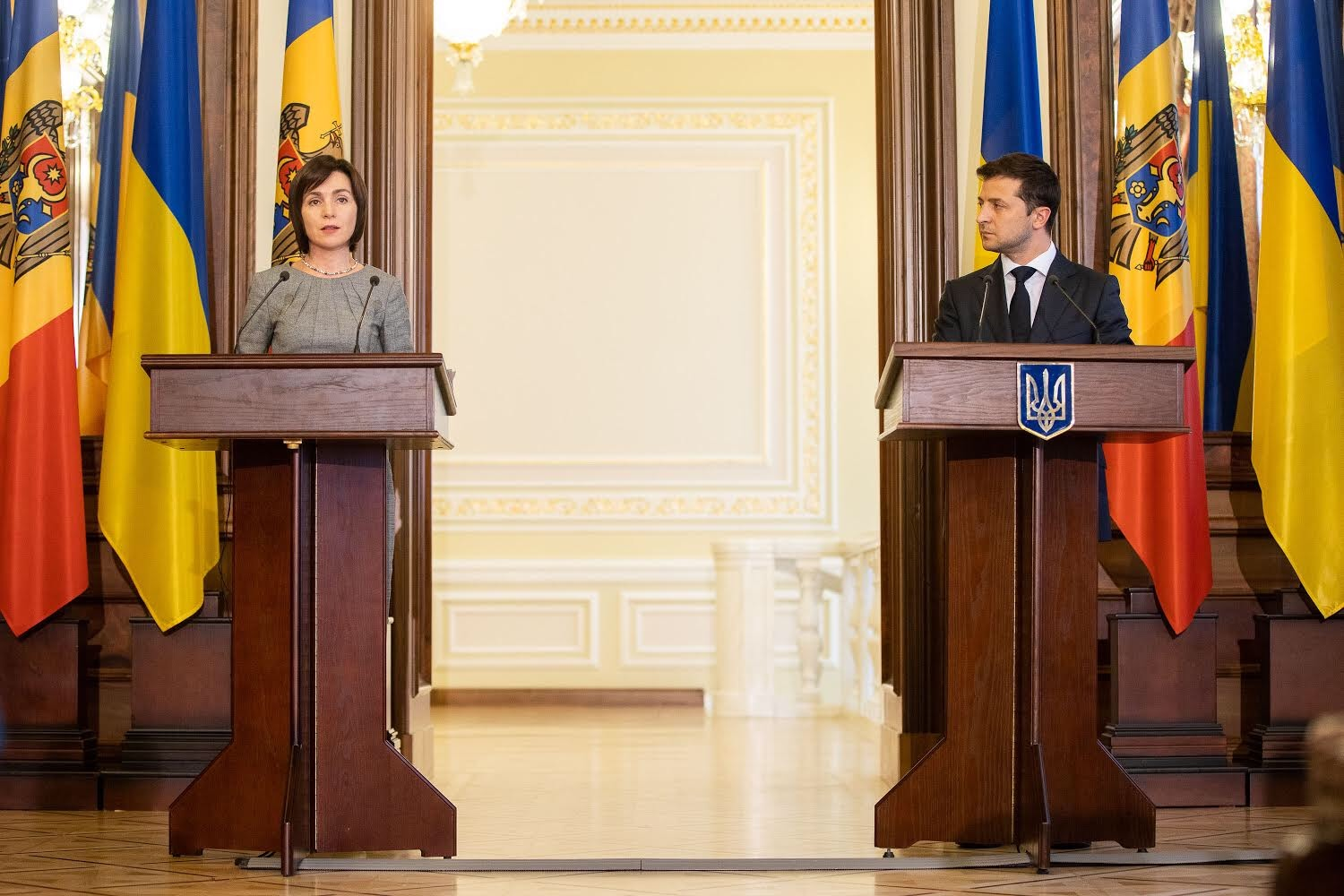
Зустріч прем'єр-міністра Санду з президентом Зеленським у Києві, липень 2019 року

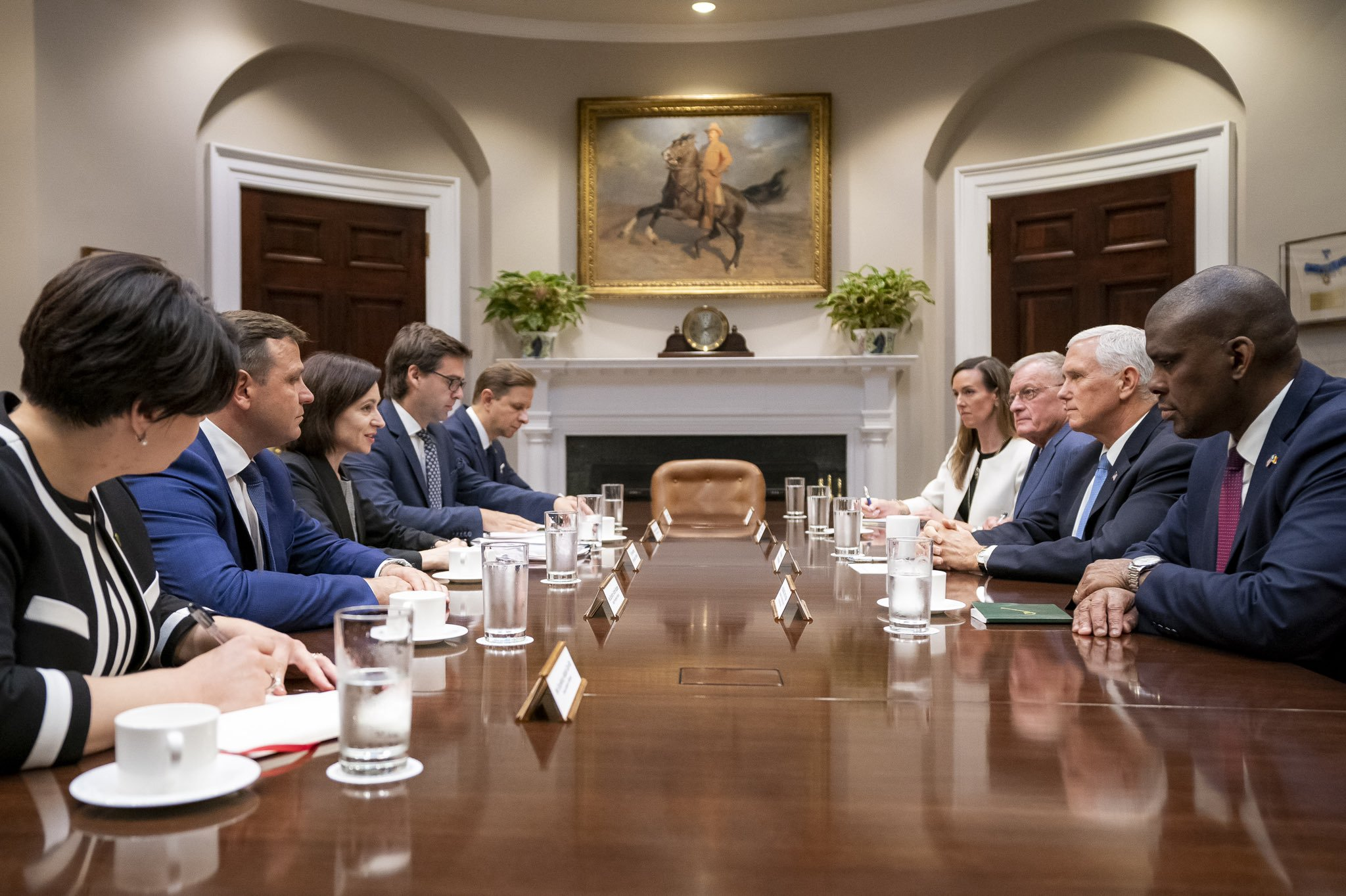
Зустріч Санду з віцепрезидентом Майком Пенсом у Білому домі, вересень 2019 року.

#### Міжнародні зустрічі як прем'єр-міністра
| Дата            | Країна    | Місто     | Джерело              |
| --------------- | --------- | --------- | -------------------- |
| 2 липня 2019    | Румунія   | Бухарест  | [ 17 ]               |
| 3-4 липня 2019  | Бельгія   | Брюссель  | [ 18 ]               |
| 11 липня 2019   | Україна   | Київ      | [ 19 ]               |
| 16 липня 2019   | Німеччина | Берлін    | [ 20 ]               |
| 22 серпня 2019  | Литва     | Вільнюс   | [ 21 ]               |
| 11 вересня 2019 | США       | Вашингтон | [ 22 ] [ 23 ] [ 24 ] |

### Президентські вибори 2020
На президентських виборах 2020 року Санду знову балотувалась, рішення приймалося в її партії. Цього разу партії, що підтримали її на виборах 2016 року, в альянсі, який став Блоком ЗАРАЗ, висунули своїх кандидатів: Тудора Деліу (PLDM) та Андрея Нестасе (PPDA).
30 вересня після успішної перевірки підписних листів Центральна виборча комісія (ЦВК) зареєструвала Маю Санду кандидатом на президентських виборах.
У першому турі виборів Санду набрала найвищі результати, 36,16 %, випередивши тодішнього президента Додона на 3,5 %. Наступного дня після оголошення результатів кандидати від правих Андрей Нестасе, Октавіан Цику, Дорін Кіртоаке та Тудор Деліу висловили свою підтримку Санду в другому турі.
У другому турі, що пройшов 15 листопада, і в якому змагалися Додон і Санду, Мая Санду здобула перемогу над Ігорем Додоном, так за підсумками обробки бюлетенів її відрив від опонента становить 15,9 %, що робить її першою жінкою-президентом в історії незалежної Республіки Молдова. Згідно з даними Центральної виборчої комісії, після обробки всіх протоколів Мая Санду перемогла на виборах з результатом 57,7 % голосів, у суперника Ігоря Додона — 42,2 %.

### Президентство
20 листопада 2020 року президентка Мая Санду заявила, що російські військові мають піти з Придністров'я, а Крим — це Україна.
3 грудня того ж року парламент Молдови, більшість у якому мають соціалісти, схвалив закон, яким позбавив президентку Санду контролю за Службою інформаційної безпеки. Згідно з рішенням, головна розвідувальна спецслужба країни переходить під парламентський контроль, а директора установи законодавчий орган буде призначати на 5 років. Вранці того ж дня в центрі Кишинева пройшла акція протесту проти передачі СІБ під контроль парламенту. Учасники акції скандували «Справедливість для людей» та «Додон йди». Крім того, керівна коаліція прийняла закони про надання офіційного статусу російській мові та повернення дозволу на трансляцію російських каналів. У відповідь Санду виступила з вимогою відставки уряду та дострокових парламентських виборів. Але вже 28 квітня 2021 р. Конституційний суд повернув Санду повноваження, які забрав в неї парламент.
Перший візит Санду на посаді президента був до Києва. Свою промову Санду почала українською. Продовживши румунською, вона зазначила, що прагне відновити дружбу між країнами на вищому рівні. Також під час зустрічі із В. Зеленським президенти двох країн домовились створити Раду президентів України та Молдови як постійний формат співпраці для розв'язання питань двостороннього порядку денного. Пізніше у спільній заяві президентів було підтверджено зацікавленість стати частиною ініціативи Тримор'я. 15 січня під час відеоконференції за участю дипломатичного корпусу Молдови Санду заявила, що передусім необхідно налагодити відносини з сусідніми державами 2017 року: Румунією та Україною. Іншим важливим партнером, з яким слід «перезавантажити» відносини, є Євросоюз.
20 квітня 2021 року Мая Санду закликала перейменувати молдавську мову на румунську. У декларації незалежності Молдови мова вже давно названа румунською, а згідно з Конституцією вона молдавська. Внести зміни молдавська влада повинна була ще 2017 року, коли їх підтримав Конституційний суд. Санду підкреслила, що розроблені відповідні програми, які допоможуть жителям Молдови вчити румунську мову. Також, за її словами, увага приділятиметься мовам нацменшин — гагаузькій та українській. Противником реформи виступив проросійський політик, колишній президент країни Ігор Додон. Він стверджував, що молдавська та румунська — дві різні мови, і пропонував винести це питання на референдум.
28 квітня президентка Санду оголосила про розпуск опозиційного парламенту та призначила дострокові вибори на 11 липня. На цих виборах партія Маї Санду «Дія і солідарність» отримала монобільшість у парламенті — понад 52 % голосів, тоді як партія соціалістів та комуністів Додона була другою з результатом 27,36 % голосів виборців.
18 травня Мая Санду закликала Росію вивести свої війська з Придністров'я.
19 серпня 2022 р. Мая Санду підписала закон про інформаційну безпеку, яким заборонила російську пропаганду по ТБ.
27 червня того ж року Санду прибула з офіційним візитом до Києва. Вона відвідала Бородянку, Бучу та Ірпінь і зустрілась з президентом Зеленським.

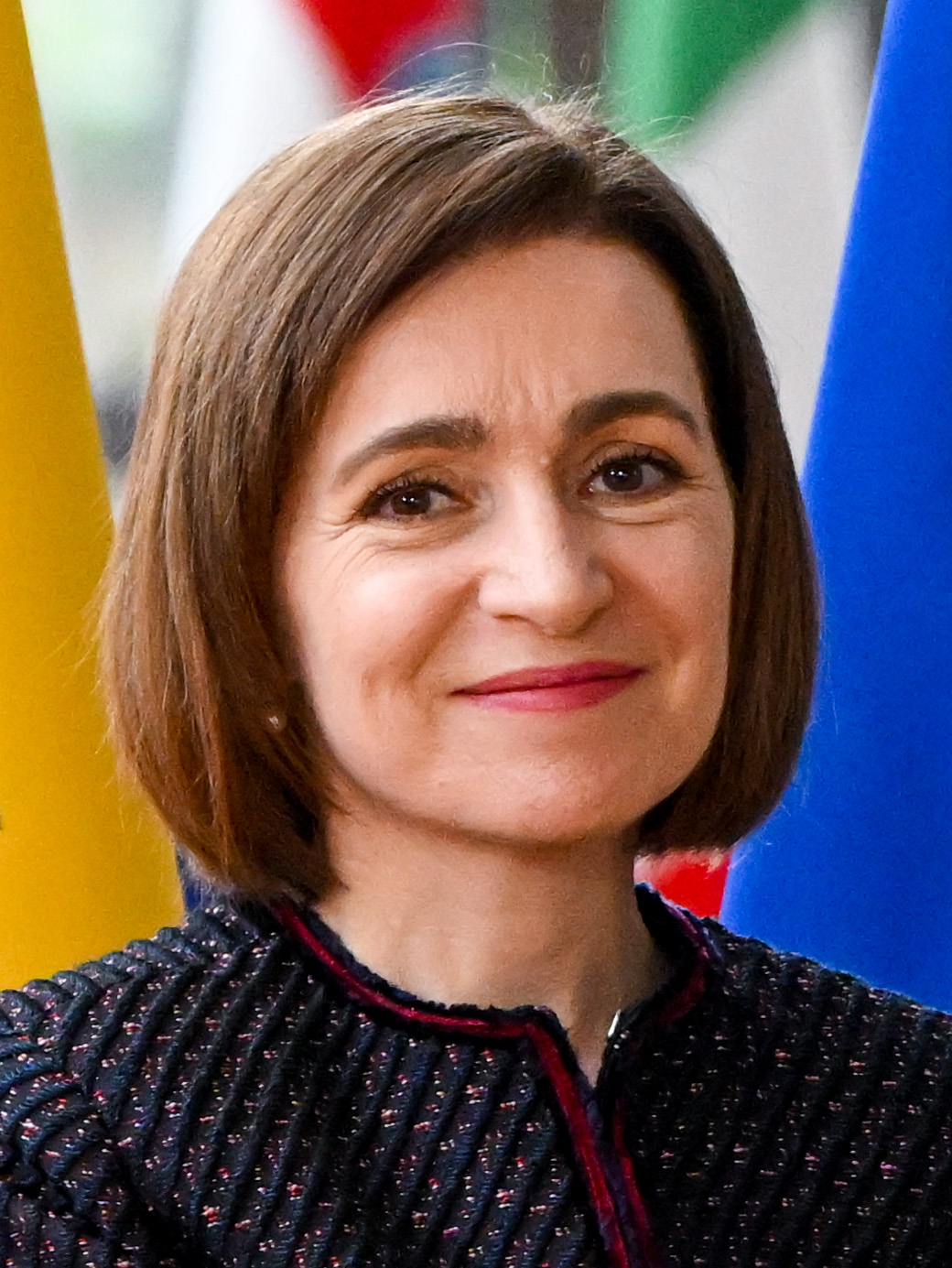
Мая Санду у 2024 році

18 січня 2023 року Санду заявила, що Україні потрібно допомогти у боротьбі з російською агресією, інакше небезпека очікує й інші країни. Вона також засудила нову активну масову атаку Росії по містах України, яка сталася 14 січня. Санду зазначила, що повномасштабна військова агресія росіян також прямо впливає на її країну й нагадала про виявлені уламки ракет, які впали і в Молдові.
20 січня 2023 року президентка Молдови сказала, що в уряді на тлі повномасштабної війни в Україні обговорюють можливість війдійти від нейтрального статусу та вступити до «більшого альянсу».
16 березня того ж року парламент Молдови у другому читанні схвалив законопроєкт, запропонований партією «Дія та солідарність», згідно з яким назву державної мови в Конституції та всіх інших законах замінять з «молдовської» на «румунську». За законопроєкт проголосували 58 депутатів. Депутати від PAS зустріли результат голосування криком «Браво». При цьому фракція комуністів та соціалістів виступили проти. 22 березня закон підписала Мая Санду.
18 травня 2023 року президентка Молдови заявила, що її країна хоче як можна швидше вступити до Євросоюзу, оскільки побоюється загрози з боку Росії.

### Президентські вибори 2024
9 листопада 2024 року, як проінформувало Радіо Свобода, Центральна виборча комісія (ЦВК) Молдови підбила підсумки виборів президента країни, що відбулися 3 листопада, відповідно відомство визнало вибори такими, що відбулися. За результатами голосування перемогу здобула чинна очільниця держави Майя Санду, підтримувана партією «Дія і солідарність», яку підтримали 930 139 виборців. Водночас за її головного конкурента, екс-генпрокурора Олександр Стояногло, якого підтримувала Соціалістична партія Республіки Молдова, проголосували 750 430 громадян Молдови.
Церемонія інавгурації переобраної президентки Молдови Маї Санду відбулась 24 грудня 2024 року.

## Критика та контроверсії
У вересні 2016 року Санду порушила справу проти Державної канцелярії з проханням надати стенограму засідання Кабінету міністрів, на якому були затверджені державні гарантії для трьох збанкрутілих банків (Banca Socială, Unibank і Banca de Economii). Прем'єр-міністр Павло Філіп опублікував на своїй сторінці в Facebook стенограму останнього засідання Кабміну, на якому було прийнято рішення про надання екстреного кредиту Banca de Economii. Стенограма містила виступи колишнього губернатора НБМ Доріна Дрегуцану, колишнього прем'єр-міністра Кирила Габуріча, а також власні виступи Санду, коли вона була міністром освіти. Відзначається, що в результаті рішення було прийнято одноголосно. Стенограма не була підписана.
У 2016 році під час дебатів на президентських виборах соціаліст Іон Чебан запитав Маю Санду, чи голосувала вона за концесію аеропорту на засіданні Кабінету Міністрів 29 травня 2013 року. У відповідь Санду сказала, що не була присутня на засіданні уряду, на якому проголосували за концесію аеропорту. Однак соціалісти підняли архів й отримали відеозапис, на якому видно, що Мая Санду брала участь в мітингу і голосувала за поступку щодо міжнародного аеропорту Кишинева.
У 2018 році Санду заявила щодо колишнього лідера Румунії Йона Антонеску, що він «історична особистість, про яку можна говорити як хороше, так і погане». Її заяву різко розкритикувала Єврейська громада Молдови (CERM), яка опублікувала відкритий лист, де йшлося: «Відсутність санкцій за заперечення Голокосту і прославляння фашизму в молдавському законодавстві дозволяє не залучати до відповідальності деяких лідерів громадської думки і політичних лідерів за такі дії, і дозволяє їм створювати свій публічний імідж шляхом спотворення і перегляду історичних фактів та розпалювання міжетнічної і міжрелігійної дискримінації й ненависті».
У 2018 році в молдавській пресі з'явилася інформація про те, що Фонд «Відкритий діалог» сплатив дорожні витрати Санду і лідера PPDA Андрея Нестасе, коли вони відвідали конференцію з прав людини в Молдові, яка проходила в Брюсселі. Незабаром після цього парламентський комітет з розслідування вивчив передбачуване втручання у внутрішні справи Молдови Фонду «Відкритий діалог» і його лідерки Людмили Козловської та прийшов до висновку: «PAS і PPDA і їхні лідери отримали незаконні засоби від Фонду „Відкритий діалог“ і не скористалися ним». В інтерв'ю «Вільної Європи» член парламенту Румунії Анді-Лучіан Крістеа згадав: «Можливо, в Брюсселі необхідно провести розслідування прозорості фінансування фонду, а також правильної реєстрації лобістської діяльності в державному реєстрі».
Перебуваючи на посаді міністра освіти, Мая Санду була звинувачена в сплаті завищеної суми за 1200 камер спостереження, вироблених в Китаї для іспитів на ступінь бакалавра. Проти неї було пред'явлено звинувачення, але пізніше його зняли. Колишній прокурор Іван Дьяков заявив, що Санду «тричі відкладала тендер, щоб його виграв правильний учасник. Я беру на себе відповідальність. Я закрив цю справу».
21 лютого 2019 року Санду й кандидати від виборчого блоку ACUM, як у загальнонаціональному, так і в одномандатному округу, підписали публічне зобов'язання, згідно з яким після парламентських виборів 24 лютого 2019 року вони не вступатимуть в коаліцію з Партією соціалістів. Демократична партія і Партія Шора заявили, що якщо це зобов'язання буде порушено, то вони складуть мандати депутатів. Санду порушила це добровільне зобов'язання, погодившись сформувати коаліційний уряд разом з Партією соціалістів на початку червня 2019 року.
Депутат Платформи DA Олександр Слусар звинуватив Санду в тому, що вона потурала Володимиру Плахотнюку, а також негативно відреагував на те що вона відкликала законопроєкт про зобов'язання супермаркетів закуповувати 50 % продукції у виробників Молдови. Слусар додав, що фракція DA виступає за утвердження закону про обов'язкові закупівлі маркетів 50 % місцевих продуктів. Відповідно до сказаного, законопроєкт вже 3 роки перебуває на розгляді в парламенті. Однак його постійно відхиляла Мая Санду, посилаючись на негативну реакцію з боку Європейського союзу, «Ми відкликали цей законопроєкт, щоб поліпшити його, оскільки деякі положення суперечили міжнародним, але, на жаль, уряд занадто рано впав, ми не встигли запропонувати альтернативу».

## Особиста інформація
Неодружена. Окрім рідної румунської, вільно володіє англійською, іспанською та російською мовами, розуміє українську.
Подобається пішохідний туризм. Мешкає у власній 2-кімнатній квартирі.

## Нагороди

### Молдова
- Орден «Трудова слава» (23 липня 2014) — за визначний внесок у просування реформ, заснованих на європейських цінностях і стандартах, за особливі заслуги в забезпеченні переговорів, підписання та ратифікації Угоди про асоціацію між Республікою Молдова та Європейським Союзом, внесок у лібералізацію візового режиму з країнами-членами ЄС і Шенгенської зони та активну діяльність з підвищення престижу країни на міжнародному рівні[64].

### Іноземні
- Орден князя Ярослава Мудрого I ст. (Україна, 23 серпня 2021) — за визначний особистий внесок у зміцнення українсько-молдовського міждержавного співробітництва, підтримку незалежності та територіальної цілісності України[65].
- Орден Вітовта Великого із золотим ланцюгом (Литва, 5 липня 2022) — за особистий внесок у сприяння демократичним цінностям і європейській інтеграції та розвиток міждержавних відносин між Литовською Республікою та Республіка Молдова[66].